# Twibap
Twibap là một loại bánh giòn được làm từ gạo của Triều Tiên hoặc bắp. Cái tên của nó có nghĩa là "gạo bung".